# 2M1510
2M1510 は、地球からてんびん座の方向に約120光年離れた位置にある褐色矮星同士の食連星 2M1510AB（2MASS J15104786-2818174）と、離れたところにある伴星 2M1510C（2MASS J15104761-2818234）から構成される三重または四重連星系である。2M1510AB は、SPECULOOS望遠鏡のファーストライトで得られたデータから食連星であることが判明し、2MASS J05352184-0546085 に次いで2番目に発見された褐色矮星同士の食連星として知られている。

## 名称
2M1510 系を構成する褐色矮星は、別々の研究チームによって行われた異なる研究において異なる名称が付けられてきた。Triaud らによる2020年の研究では分光連星の慣習的な命名法に従って、内側の食連星 2MASS J15104786-2818174 を構成する褐色矮星をそれぞれ「Aa」「Ab」と小文字のアルファベットを付して、離れている外側の伴星 2MASS J15104761-2818234 を「B」と表記した。しかし、太陽系外惑星に対しても同様に小文字のアルファベットを付した命名法が用いられている。その混乱を避けるため、本項では Baycroft らによる2025年の研究で使用された命名法に準拠し、Calissendorff らによる2019年の研究で存在が主張され、研究内では「B」と表記された褐色矮星候補の天体には便宜上「D」を付して表記する。
| Gizis (2002)                | 2MASSW J1510478-281817 （2MASS J15104786-2818174） | 2MASSW J1510478-281817 （2MASS J15104786-2818174） | 2MASSW J1510478-281817 （2MASS J15104786-2818174） | 2MASSW J1510476-281823 （2MASS J15104761-2818234） |
| 研究グループ                | 直接観測された候補天体                             | 食連星                                             | 太陽系外惑星                                       | 外側の伴星                                         |
| --------------------------- | -------------------------------------------------- | -------------------------------------------------- | -------------------------------------------------- | -------------------------------------------------- |
| Calissendorff et al. (2019) | 2M1510B                                            | –                                                  | –                                                  | –                                                  |
| Triaud et al. (2020)        | –                                                  | 2M1510Aab                                          | –                                                  | 2M1510B                                            |
| Baycroft et al. (2025)      | –                                                  | 2M1510AB                                           | 2M1510(AB)b                                        | 2M1510C                                            |
| 本項                        | 2M1510D                                            | 2M1510AB                                           | 2M1510(AB)b                                        | 2M1510C                                            |

## 年齢
2M1510AB 系のスペクトル内にはHα輝線があり、これはこの連星系が形成されて間もない若い天体である兆候と解釈されている。また、形成されてから 4500 ± 500 万年しか経過していないアルゴ座運動星団に属していることや、表面重力が比較的小さいという点も 2M1510AB 系が若い連星系であることの指標となっている。

## 連星系
2M1510AB と 2M1510C は共に地球から同一の距離にあると仮定した際の射影距離にして約 250 au 離れており、2MASS によるデータでは分離連星として観測されている。内側の食連星を構成している天体がそれぞれ 2M1510A と2M1510B と呼ばれている。2M1510AB は食連星であるだけでなく、二重線分光連星でもあり、これはW・M・ケック天文台のケックII望遠鏡による追跡観測から2018年に発見された。ケックII望遠鏡と超大型望遠鏡VLTのUT2望遠鏡による追跡観測では、2M1510A と 2M1510B の質量がほぼ同じであることが示されており、近似等質量連星 (Near equal-mass binary) とも称されている。2M1510A と 2M1510B の質量は共に太陽の約 3%（木星の約35倍）であり、約20.9日の公転周期で互いの周りを公転している。
さらに、Calissendorff らは2019年に 2M1510AB においては超大型望遠鏡VLTの近赤外線分光機器であるSINFONIのデータにおいて、細長い点拡がり関数がみられると報告されている。このことから、食連星の周囲を公転する天体が存在する可能性があると主張し、Calissendorff らは他の研究に倣わずにこの新たに発見された伴星候補を 2M1510B（先述の通り、本項では以下 2M1510D と呼称する）と命名した。2M1510D の質量は木星の17.68+4.20
−2.10倍で、2M1510AB からは約 4.4 au 離れており、30年の公転周期で周囲を公転している。しかしこの結果は Triaud らによる2020年の研究では考慮されておらず、無関係な要素の食連星への混入を示している可能性があり、これらの褐色矮星の冷却モデルの検証をより困難にしている。

## 惑星候補
2025年4月、超大型望遠鏡VLTの分光器 UVES による観測を行った天文学者らによる研究チームは、食連星の 2M1510AB の周囲を公転する周連星惑星の形態を持つ太陽系外惑星が存在する強力な証拠が観測されたと発表した。この惑星候補は 2M1510(AB)b、または単に 2M1510b と呼ばれている。この惑星は連星系の軌道面に対してほぼ垂直となった極軌道を描いていると考えられており、連星系の軌道面のほぼ垂直になる傾斜で広がる原始惑星系円盤については観測事例があったが、このような軌道を持つ太陽系外惑星の事例はこれまで明確な証拠のある事例が存在していなかった。2M1510(AB)b の発見は、2M1510AB の逆行近点移動を示した視線速度測定の結果から導かれたもので、外側の伴星 2M1510C による影響だけでは説明できないものであった。現在考えられている 2M1510(AB)b の公転周期と質量の間には両者の値に依存した2通りの組み合わせが考えられており、1つは質量が地球の約10倍、公転周期が約100日になる可能性で、もう1つは質量が地球の質量の約100倍、公転周期が約400日となる可能性である。食連星である 2M1510AB の食のタイミング変動 (Eclipsing Timing Variation) やアストロメトリといった他の観測手法による追跡観測が提案されており、これらの観測によって惑星の存在が正式に確認されれば、公転周期と質量の依存関係を打ち消して真の値を求められる可能性がある。研究チームを率いたバーミンガム大学の Thomas Baycrift は、主星が恒星よりも暗い褐色矮星であるため、惑星から見た主星の明るさは月明かりの2倍程度しかなく、ダンスをするような複雑な2つの褐色矮星の動きを観測できるはずであると述べている。

## 画像

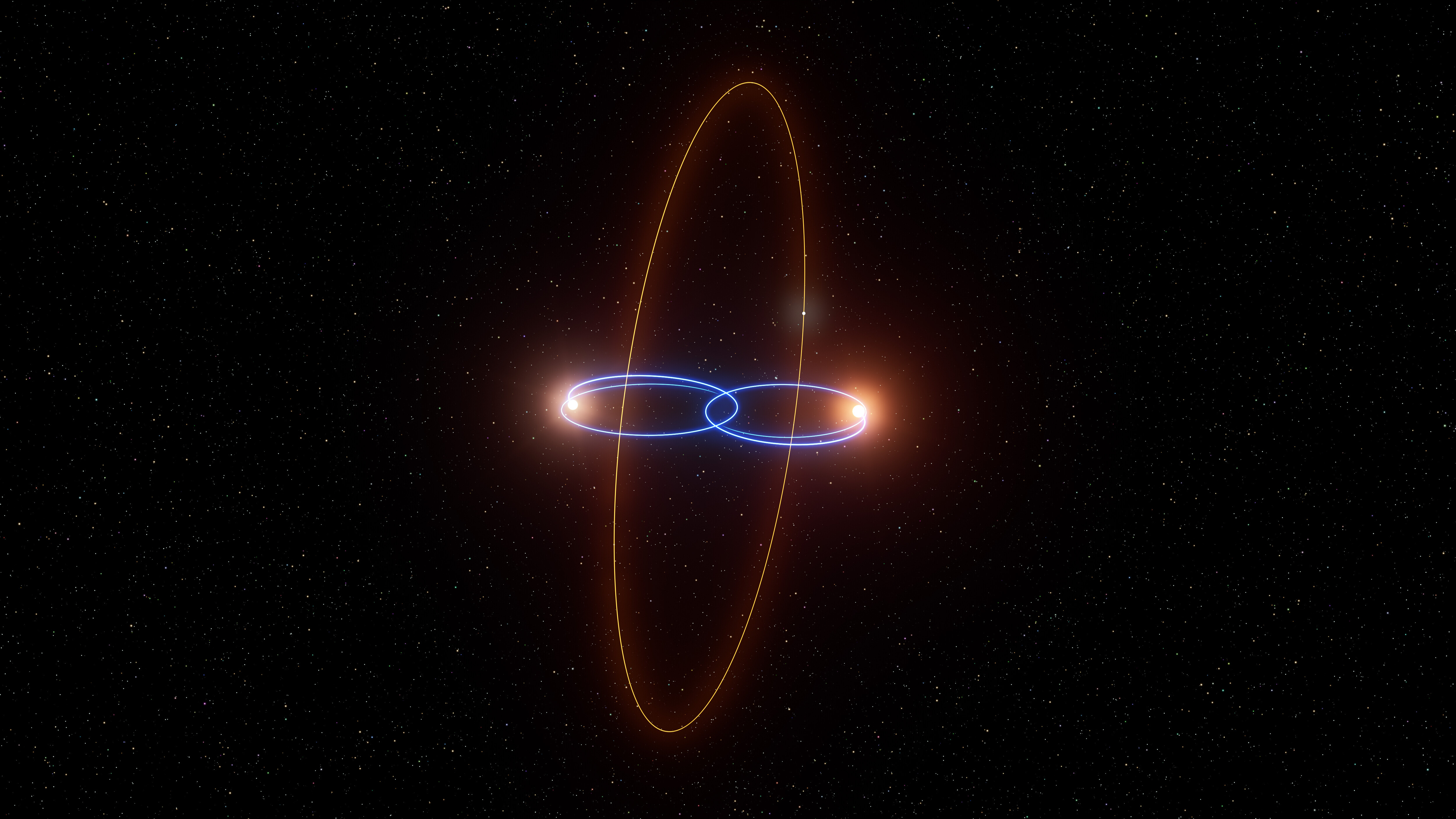
2M1510AB 系を構成する褐色矮星の軌道（青色）とその周囲を垂直向きに公転している可能性がある惑星候補の軌道（橙色）を示した図
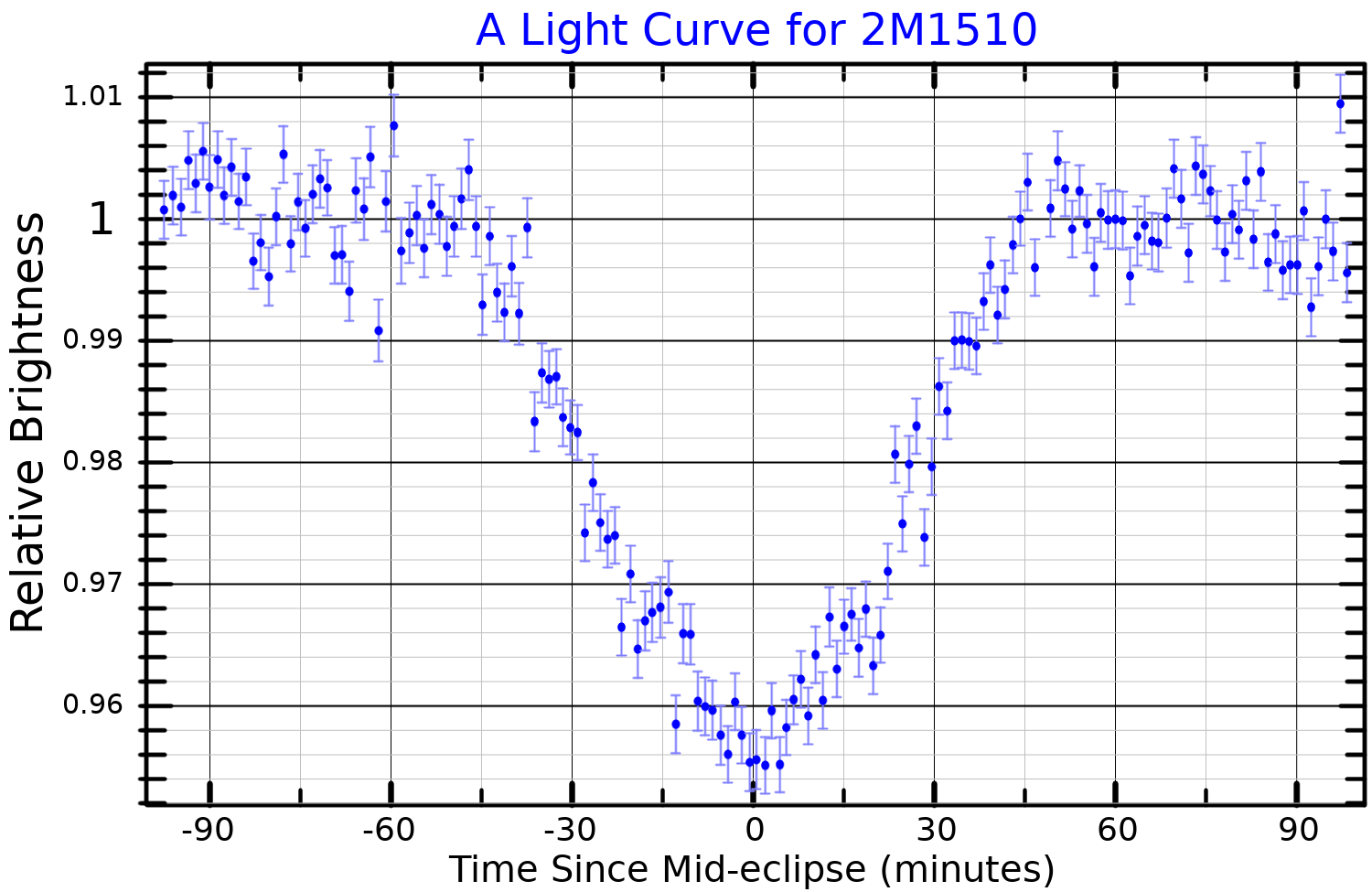
2M1510 の光度曲線。Triaud et al. (2020) より改変して作成[2]。